# Montana Taylor
Arthur 'Montana' Taylor (Butte (Montana), 1903 – 1954) was een Amerikaanse boogie- en bluespianist.

## Biografie
Arthur Taylor werd geboren in Butte, waar zijn vader een club leidde. Zijn familie ging naar Chicago en later naar Indianapolis, waar hij rond circa 1919 begon met het pianospel. In 1929 keerde hij terug naar Chicago, waar hij platen opnam voor Vocalion Records. Daarna verdween hij uit de openbaarheid en werd hij pas in 1946 herontdekt door de jazzfan Rudi Blesh. Hij werd weer op platen opgenomen, zowel solo als ook als duo met Bertha Hill. In 1948 nam hij zijn laatste platen op.
Bill Wyman, lid van The Rolling Stones, noemde Montana Taylor een belangrijke basis voor zijn besluit om muzikant te worden.

## Overlijden
Montana Taylor overleed in 1954 op 51-jarige leeftijd.

## Discografie

### Singles
- 1929: Whoop and Holler Stomp/Hayride Stomp (Vocalion) - 78 tpm
- 1929: Indiana Avenue Stomp/Detroit Rocks (Vocalion) - 78 tpm

### Albums
- 1977: Montana's Blues (Oldie Blues) - compilatie-lp met Montana Taylors complete opnamen
- 2002: Complete Recorded Works in Chronological Order 1929-1946 (Document Records) - compilatie-cd met Montana Taylors complete opnamen

- Bibsys: 2028246
- Biblioteca Nacional de España: XX1544278
- Bibliothèque nationale de France: cb139628889 (data)
- Gemeinsame Normdatei: 1116978024
- International Standard Name Identifier: 0000 0000 7824 6247
- Library of Congress Control Number: n87134724
- MusicBrainz: cbeff3de-1a88-41c5-8ab0-f5a10dcd42a6
- Virtual International Authority File: 32190526
- WorldCat: E39PBJwmRWVQqYRfyVJ9Qp6kDq